# Melina Kanakaredes
Melina Kanakaredes, född 23 april 1967 i Akron, Ohio, USA, är en amerikansk skådespelare med grekiskt ursprung.

## Filmografi i urval
- 1991–1995 – Guiding Light
- 1995 – På spaning i New York
- 1998 – En kvinnas öde
- 1998 – Oz
- 1999–2002 – Providence
- 2004–2010 – CSI: New York
- 2010 – Percy Jackson och kampen om åskviggen
- 2016 – Notorious